# 林檎の木
『林檎の木』（りんごのき）は、2010年11月3日に発売された山根康広21枚目のシングル。発売元はTSUBASA RECORDS。DVD付シングル。

## 概要
『愛しのマリア』から1年4か月ぶりの新曲は初のDVD付シングル。発売日から1か月後には公式YouTubeでMVが公開された

## 収録曲
全曲共通　作詞・作曲・編曲：山根康広
CD
1. 林檎の木（4:50）[2]
2. GRAND DAYS（5:12）[2]
3. 林檎の木（Instrumental）（4:50）[2]
4. GRAND DAYS （Instrumental）（5:10）[2]

DVD
1. 林檎の木（ミュージック・ビデオ）